# Fabrizio Fornaci
Fabrizio Fornaci (Roma, 1959) è un compositore italiano.

## Biografia
Attivo da anni nel campo delle musiche di commento, colonne sonore e sigle, ha composto per trasmissioni televisive quali Geo & Geo (oltre 100 documentari), La grande storia, Ballarò, Sereno variabile, nonché per la serie Sensualità a corte di Marcello Cesena all'interno dei programmi Mai dire... della Gialappa's Band.
Per il cinema ha realizzato le colonne sonore di oltre 20 film del regista Joe D'Amato ed ha composto brani per film e serie televisive statunitensi, tra i quali Non ho sonno di Dario Argento, Ozark, The Flash, Legends of Tomorrow, Single Drunk Female.
Nell'ambito della discografia, ha curato produzioni artistiche e arrangiamenti per vari artisti, tra cui il cantautore Stefano Rossi Crespi (CD Vola via) e il trio di ukulelisti Youkus.
Nel 2006 ha vinto il "disco d’oro" con il brano Christmas 3 cantato dal gruppo Neri per Caso, interpretato successivamente anche da Antonella Ruggiero.

## Filmografia

### Cinema
- I racconti della camera rossa "The Dream Of Red Book" - regia Robert Yip (Joe D'Amato) (1993)
- Chinese Kamasutra - regia Chang Lee Sun (Joe D'Amato) (1994)
- La casa del piacere "The House of Pleasure" -regia Joe D'Amato (1994)
- Il labirinto dei sensi "The Labirinth of Love" - Joe D'Amato (1994)
- Paprika "Last Italian Whore" - regia Joe D'Amato (1994)
- Le Bambole del Führer - Joe D'Amato (1995)
- Penitenziario Femminile - Joe D'Amato (1995)
- Amadeus Mozart - Joe D'Amato (1995)
- Le Intoccabili - Joe D'Amato (1995)
- Sly Dog - Joe D'Amato (1995)
- Tharzan - La vera storia del figlio della giungla - Joe D'Amato (1995)
- Tharzan 2 - Il ritorno del figlio della giungla - Joe D'Amato (1995)
- Eva Experiences 1 - Joe D'Amato (1997)
- Eva Experiences 2 - Regia di Joe D'Amato (1997)
- Non ho sonno - Regia di Dario Argento - integrazioni musicali (2000)
- Interferenze - Regia di Alessandro Capitani e Alberto Mascia (2009)
- L'elefante occupa spazio - Regia di Francesco Barnabei (2010)
- Il ritorno di Ulisse - Regia di Piero Loprieno (2010)
- Fanny Hill - Regia di Yvette Yzon (2010)
- Pem – (cortometraggio) Regia di Alfonso Pontillo (2012)
- Black Star - Nati sotto una stella nera - Regia di Francesco Castellani (2013)
- Il Giorno più caldo – (cortometraggio) Regia di Giuseppe Coco (2013)
- Onda Anomala - Un colpo al sole (cortometraggio) - Regia di Fabio Pompili Rossini e Antonio Parisiani (2014)
- Ancora vivi: Bar Boon Band – Regia di Massimo Fanelli (2015)
- Metamorfosi - Regia di Jacopo Giacomini e Roberto Gentile (2015)
- Porno e libertà - Regia di Carmine Amoroso (2016)
- Faceboom: la grande pioggia - (cortometraggio) Regia Massimo Fanelli (2019)
- Il Cinema non si ferma - Regia di Marco Serafini
- Quando arrivano i quaranta (Cuarentones) - Regia di Pietro Loprieno (2022)

## Televisione

### Programmi
- Sereno variabile – Rai 2 (stagione 1998 -1999)
- Intelligenze scomode del ‘900 (prima serie) - Regia di Sergio Tau - Rai 3 (2000)
- Geo & Geo – miniserie documentari 40 puntate “Occhio al monumento” – Regia di Sergio Tau – Rai 3 (2002)
- Intelligenze scomode del ‘900 (seconda serie) - Regia di Sergio Tau - Rai 3 (2002)
- Geo & Geo – miniserie documentari 20 puntate “La piazza” – Regia di Sergio Tau – Rai 3 (2002)
- La grande storia “Bombardamenti” Regia di Sergio Tau – Rai 3 (2004)
- Geo & Geo - miniserie documentari 20 puntate “Il Monumento bugiardo” – Regia di Sergio Tau – Rai 3 (2004)
- Mai dire domenica – miniserie sketch “Il Gurzo” di Marcello Cesena - Italia 1 (2004)
- Mai dire domenica – miniserie sketch “Stimulator” di Marcello Cesena - Italia 1 (2004)
- Mai dire domenica – miniserie sketch “I Pubblicitari” di Marcello Cesena - Italia 1 (2004)
- Mai dire lunedì – miniserie sketch “Sensualità a corte” (prima stagione) di Marcello Cesena - Italia 1 (2005)
- Geo & Geo - miniserie documentari 15 puntate “Bernardo il pellegrino bugiardo – Regia di Sergio Tau – Rai 3 (2005)
- Mai dire lunedì – miniserie sketch “Sensualità a corte” (seconda stagione) di Marcello Cesena - Italia 1 (2006)
- Mai dire reality – miniserie sketch “Il pianeta dei famosi” di Marcello Cesena - Italia 1 (2006)
- Mai dire martedì – miniserie sketch “Sensualità a corte” (terza stagione) e “Doctor House” di Marcello Cesena - Italia 1 (2007)
- Mai dire martedì – miniserie sketch “Sensualità a corte” (quarta stagione) e “Doctor House” di Marcello Cesena - Italia 1 (2008)
- Crash - Contatto, impatto, convivenza – “Le vie nere del credito” di Antonio Demma - Rai 3 (2013)
- Crash - Contatto, impatto, convivenza – “Roma buy night” di Antonio Demma - Rai 3 (2013)
- Crash - Contatto, impatto, convivenza – “L’ultimo respiro di Michelangelo” di Antonio Demma - Rai 3 (2014)
- Crash - Contatto, impatto, convivenza – “Zona 167” di Antonio Demma - Rai 3 (2015)
- Passato e Presente (puntate della prima edizione 2017 - 2018)
- Passato e Presente (puntate della seconda edizione 2018 - 2019)
- Passato e Presente (puntate della terza edizione 2019 - 2020)

### Documentari
- Da San Niccolò a Santa Claus – Regia di Sergio Tau – Rai 3 (2000)
- I realismi – Regia di Sergio Tau – Rai Sat (2002)
- Modestina D'Aversa – Regia di Sergio Tau – Rai 3 (2002)
- L'alieno: conversazione con Lasse Braun - Regia di Francesco Barnabei - Rai Sat (2004)
- Ut unum sint – Regia di Nietta La Scala – Centro Televisivo Vaticano (2004)
- Il sentiero dei mestieri morti – Regia di Sergio Tau – Rai 3 (2004)
- La manna - Regia di Gianni Romano – Rai 3 (2004)
- Le radici dell’uva - Regia di Sergio Tau – Rai 3 (2006)
- Il cibo di strada - Regia di Sergio Tau – Rai 3 (2006)
- Il fiume nella lava - Regia di Sergio Tau – Rai 3 (2006)
- La voce degli angeli – Regia di Pierluigi Giorgio – Rai 3 (2006)
- Tracce di sole – Regia di Pierluigi Giorgio – Rai 3 (2006)
- L’altopiano dei cavalli pentri - Regia di Sergio Tau – Rai 3 (2007)
- Le quindici mele dell’Etna - Regia di Sergio Tau – Rai 3 (2007)
- Isole della Colombia – Regia di Pierluigi Giorgio – Rai 3 (2009)
- Natale in Colombia – Regia di Pierluigi Giorgio – Rai 3 (2009)
- Il fiume del tempo - Regia di Sergio Tau – Rai 3 (2011)
- Il colore del sale - Regia di Sergio Tau – Rai 3 (2012)
- Gli ultimi cavalli norici - Regia di Sergio Tau – Rai 3 (2012)
- La valle dei sette laghi - Regia di Sergio Tau – Blue film (2012)

### Sigle
- Totò un altro pianeta – Regia di Giancarlo Governi (1993) Rai 2 (collab.)
- Italiaride - Regia di Giancarlo Governi (1994)
- Europei di calcio sigla RAI (1996)
- Italiani 10 e lode – Rai 3 (2004)
- Economix, l’economia che ci riguarda – Rai 3 (2008)
- Film Due – Rai 2 (2010)
- Una notte con il cinema italiano – Rai 1 (2015)
- Sunday Tabloid – Rai 2 (2016)

## Discografia
- 1994 - Oriental Trip (Costanza Records)
- 1995 - Sentimenti e pensieri (Fonit Cetra)
- 1997 - Cronache (Valdom)
- 2001 - Cocktail hour (Rai Trade)
- 2002 - Hollywood On Score (Rai Trade)
- 2004 - Combat Film (Rai Trade)
- 2007 - Pop Lounge (Rai Trade)
- 2010 - Mondo Klezmer (Rai Trade)
- 2014 - Gypsy Jazz (Deneb)
- 2015 - SurfAces (Deneb)
- 2016 – SurfAces vol.2 (Deneb)
- 2016 – Think Pink (Deneb)
- 2017 - Abstract Sound (Deneb)
- 2017 - Meditative Life (Deneb)
- 2018 - Noir et Blanc (Deneb)
- 2018 - Drumland (Deneb)
- 2019 - Green and Blue (Rai Com)
- 2019 – Italian Flavour (Telecinesound)
- 2019 – Medievalia (Telecinesound)
- 2020 – Playground (Telecinesound)
- 2020 - Country Life (Telecinesound)
- 2020 - Electronic World (Telecinesound)
- 2020 - E-Grooves (Telecinesound)
- 2020 - Christmas for Everyone (Telecinesound)
- 2021 - Backgound Music for TV (Telecinesound)
- 2021 - Dark Soundtracks from Eighties (Telecinesound)
- 2021 - Breaking News (Telecinesound)
- 2021 - Electro Pop (Telecinesound)
- 2021 - Cinematic Chords (Deneb)
- 2021 - Gloomy Sound Design (Telecinesound)
- 2022 - Andes (Telecinesound)
- 2022 - Drama Drums (Telecinesound)
- 2022 - Creative Minds (Telecinesound)
- 2022 - Before Christ (Telecinesound)
- 2023 - Criminal World (Telecinesound)
- 2023 - Six Romantic Strings (Telecinesound)
- 2023 - Slow Life (Telecinesound)
- 2023 - Backgound Music for TV vol.2 (Telecinesound)
- 2023 - Italian Sexy Comedy (Telecinesound)
- 2023 - Minimal Sequences (Telecinesound)
- 2023 - Atonal Landscape (Deneb)
- 2023 - All That Rock (Telecinesound)
- 2023 - Fusion Voyage (Telecinesound)
- 2024 - All That Rock vol.2 (Telecinesound)

### Compilation
- 1997 - Pillar - Nouvel Age - (Universo Production)
- 1997 - Snow - Nouvel Age - (Universo Production)
- 1997 - Sunshade - Nouvel Age - (Universo Production)
- 1998 - New Age Masters (Hitmania/Polygram)
- 1998 - Religion and Paranormal (Costanza Records)
- 1998 - Planet pop 2 (Primrose)
- 1998 - Little ones (Primrose)
- 1998 - Crime and punishment (Costanza Records)
- 1999 - Ceck Up (Costanza Records)
- 1999 - Planet woman (Costanza Records)
- 1999 - Art and history (Rai Trade)
- 1999 - Vacationland (Rai Trade)
- 2002 - Social tension (Rai Trade)
- 2002 - Contemporary style (Rai Trade)
- 2016 - Christmas in pop (Deneb)
- 2020 – Harpsichord mania (Telecinesound)
- 2020 – Dreamig of America (Deneb)

### Collaborazioni
- 1993 - Totò rap (RCA/ BMG Ariola) - E.P.
- 1992 - Silvia Baraldini - 0516490872 - AK 47 - E.P.
- 1996 - Sentimento Criol – Tchiss Lopes (Valdom)
- 1997 - Parliamone - Memo (Interbeat) - singolo
- 1998 - Tchiga cun tchiga – Vibra Som (C.S.V.C./Gulliver Master)
- 2005 - Christmas 3 - Neri per Caso (Azzurra Music) - singolo
- 2005 - Vola Via – Stefano Rossi Crespi (Tempi Moderni)
- 2006 - Pesci - Valentina Milano (Tempi Moderni) - singolo
- 2008 - A New World – Soundquake Project (FF)
- 2018 - A qualcuno piace piccolo (Youkus) - (Deneb)